# Aarón Herrera
Aarón Joseph Herrera (ur. 6 czerwca 1997 w Las Cruces) – amerykańsko-gwatemalski piłkarz występujący na pozycji prawego obrońcy w amerykańskim klubie D.C. United, zawodnik reprezentacji Gwatemali i były zawodnik reprezentacji Stanów Zjednoczonych.

## Kariera klubowa

### Real Salt Lake
15 grudnia 2017 podpisał kontrakt z klubem Real Salt Lake. Zadebiutował 26 maja 2018 w meczu Major League Soccer przeciwko Seattle Sounders (0:1).

## Kariera reprezentacyjna

### Stany Zjednoczone U-20
W 2015 roku otrzymał powołanie do reprezentacji Stanów Zjednoczonych U-20. Zadebiutował 6 października 2015 w meczu towarzyskim przeciwko reprezentacji Niemiec U-20 (8:1). 9 maja 2015 otrzymał powołanie na Mistrzostwa Świata U-20 2017. Na Mundialu U-20 2017 zadebiutował 22 maja 2017 w meczu fazy grupowej przeciwko reprezentacji Ekwadoru U-20 (3:3).

### Stany Zjednoczone U-23
W 2019 roku otrzymał powołanie do reprezentacji Stanów Zjednoczonych U-23. Zadebiutował 14 listopada 2019 w meczu towarzyskim przeciwko reprezentacji Brazylii U-23 (1:0).

### Stany Zjednoczone
W 2021 roku otrzymał powołanie do reprezentacji Stanów Zjednoczonych. Zadebiutował 1 lutego 2021 w meczu towarzyskim przeciwko reprezentacji Trynidadu i Tobago (7:0).

## Statystyki

### Klubowe
(aktualne na dzień 15 marca 2021)
| Klub               | Sezon              | Liga                | Liga  | Liga   | Puchar kraju | Puchar kraju | Inne  | Inne   | Suma  | Suma   |
| Klub               | Sezon              | Liga                | Mecze | Bramki | Mecze        | Bramki       | Mecze | Bramki | Mecze | Bramki |
| ------------------ | ------------------ | ------------------- | ----- | ------ | ------------ | ------------ | ----- | ------ | ----- | ------ |
| Real Monarchs      | 2018               | USL Championship    | 5     | 0      | –            | –            | –     | –      | 5     | 0      |
| Real Monarchs      | Ogólnie            | Ogólnie             | 5     | 0      | 0            | 0            | 0     | 0      | 5     | 0      |
| Real Salt Lake     | 2018               | Major League Soccer | 19    | 0      | 1            | 0            | –     | –      | 20    | 0      |
| Real Salt Lake     | 2019               | Major League Soccer | 34    | 0      | 0            | 0            | 1     | 0      | 35    | 0      |
| Real Salt Lake     | 2020               | Major League Soccer | 21    | 0      | –            | –            | –     | –      | 21    | 0      |
| Real Salt Lake     | Ogólnie            | Ogólnie             | 74    | 0      | 1            | 0            | 1     | 0      | 76    | 0      |
| Ogólnie w karierze | Ogólnie w karierze | Ogólnie w karierze  | 79    | 0      | 1            | 0            | 1     | 0      | 81    | 0      |

### Reprezentacyjne
(aktualne na dzień 15 marca 2021)
| Reprezentacja          | Rok     | Mecze | Bramki |
| ---------------------- | ------- | ----- | ------ |
| Stany Zjednoczone U-20 |         |       |        |
| 2015                   | 3       | 0     |        |
| 2016                   | 3       | 0     |        |
| 2017                   | 4       | 0     |        |
| Ogólnie                | Ogólnie | 10    | 0      |
| Stany Zjednoczone U-23 |         |       |        |
| 2019                   | 1       | 0     |        |
| Ogólnie                | Ogólnie | 1     | 0      |
| Stany Zjednoczone      |         |       |        |
| 2021                   | 1       | 0     |        |
| Ogólnie                | Ogólnie | 1     | 0      |

| Mecze i gole w reprezentacji | Mecze i gole w reprezentacji | Mecze i gole w reprezentacji | Mecze i gole w reprezentacji | Mecze i gole w reprezentacji | Mecze i gole w reprezentacji | Mecze i gole w reprezentacji | Mecze i gole w reprezentacji   |
| Stany Zjednoczone U-20       | Stany Zjednoczone U-20       | Stany Zjednoczone U-20       | Stany Zjednoczone U-20       | Stany Zjednoczone U-20       | Stany Zjednoczone U-20       | Stany Zjednoczone U-20       | Stany Zjednoczone U-20         |
| Lp.                          | Data                         | Miejsce                      | Gospodarz                    | Gość                         | Wynik                        | Gol                          | Rozgrywki                      |
| ---------------------------- | ---------------------------- | ---------------------------- | ---------------------------- | ---------------------------- | ---------------------------- | ---------------------------- | ------------------------------ |
| 1.                           | 06.10.2015                   | Stuttgart                    | Niemcy U-20                  | Stany Zjednoczone U-20       | 8:1                          |                              | Mecz towarzyski                |
| 2.                           | 09.10.2015                   | Reutlingen                   | Szkocja U-20                 | Stany Zjednoczone U-20       | 2:2                          |                              | Mecz towarzyski                |
| 3.                           | 12.10.2015                   | Stuttgart                    | Stany Zjednoczone U-20       | Meksyk U-20                  | 3:3                          |                              | Mecz towarzyski                |
| 4.                           | 30.06.2016                   | East Rutherford              | Stany Zjednoczone U-20       | Kostaryka U-20               | 2:0                          |                              | Mecz towarzyski                |
| 5.                           | 17.12.2016                   |                              | Kostaryka U-20               | Stany Zjednoczone U-20       | 0:4                          |                              | Mecz towarzyski                |
| 6.                           | 19.12.2016                   |                              | Kostaryka U-20               | Stany Zjednoczone U-20       | 0:0                          |                              | Mecz towarzyski                |
| 7.                           | 24.02.2017                   | San Juan                     | Stany Zjednoczone U-20       | Saint Kitts i Nevis U-20     | 4:1                          |                              | Mistrzostwa CONCACAF U-20 2017 |
| 8.                           | 22.05.2017                   | Inczon                       | Ekwador U-20                 | Stany Zjednoczone U-20       | 3:3                          |                              | MŚ U-20 2017                   |
| 9.                           | 25.05.2017                   | Inczon                       | Senegal U-20                 | Stany Zjednoczone U-20       | 0:1                          |                              | MŚ U-20 2017                   |
| 10.                          | 28.05.2017                   | Daejeon                      | Stany Zjednoczone U-20       | Arabia Saudyjska U-20        | 1:1                          |                              | MŚ U-20 2017                   |
| Stany Zjednoczone U-23       |                              |                              |                              |                              |                              |                              |                                |
| Lp.                          | Data                         | Miejsce                      | Gospodarz                    | Gość                         | Wynik                        | Gol                          | Rozgrywki                      |
| 1.                           | 14.11.2019                   |                              | Brazylia U-23                | Stany Zjednoczone U-23       | 1:0                          |                              | Mecz towarzyski                |
| Stany Zjednoczone            |                              |                              |                              |                              |                              |                              |                                |
| Lp.                          | Data                         | Miejsce                      | Gospodarz                    | Gość                         | Wynik                        | Gol                          | Rozgrywki                      |
| 1.                           | 01.02.2021                   | Orlando                      | Stany Zjednoczone            | Trynidad i Tobago            | 7:0                          |                              | Mecz towarzyski                |

## Sukcesy

### Reprezentacyjne

#### Stany Zjednoczone U-20
- Mistrzostwa Ameryki Północnej U-20 (1×): 2017